# Burgtheater
Burgtheater er det nationale teater i Wien i Østrig og et af de mest betydende tysksprogede teatre i verden.
Burgtheater blev etableret i 1741 af kejserinde Maria Theresia og flyttede i 1748 ind i en teaterbygning, der oprindelig lå på Michaelerplatz frem til 1888. Herefter flyttede teatret til en ny bygning på Ringstraße tegnet og opført af arkitekten Karl von Hasenauer, delvist i samarbejde med Gottfried Semper. Bygningen brændte som følge af bombeangreb i 1945 ned til grunden og frem til genåbningen den 14. oktober 1955 fungerede Ronacher Teater som nationalteater.
Tre Mozart-operaer har haft premiere i Burgtheater: Bortførelsen fra Seraillet (1782), Figaros Bryllup (1786) og Così fan tutte (1790).
Genåbningen af Burgtheater i 1955 skete kun få måneder efter underskrivelse af den Østrigske Statstraktat, der betød grundlæggelsen af den 2. østrigske republik. Det var derfor af stor symbolsk betydning, at det første teaterstykke i det genåbnede teater var det nationale skuespil Köng Ottokars Glüch und Ende af Franz Grillparzer. Stykkets handling foregår i 1200-tallet, hvor kong Ottokar II., hertug af Østrig, netop er blevet skilt fra sin hustru Margarete, der var datter af den sidste Babenberger. Gennem ægteskab med det ungarske kongehus forsøgte Ottokar at tilegne sig den tyske kejserkrone, men valget faldt i stedet på Habsburgeren Rudolf I. Ottokar måtte dermed give Østrig og Steiermark fra sig og fik kun ganske ubetydelige besiddelser. Ottokar anerkendte ikke Rudolf men besejres – og dræbes – på Moravafeltet i 1278. Stykket skildrer begyndelsen af Habsburgernes magt i Østrig samt taberens lykke og fald. Stykket blev også opført ved teatrets 50-års jubilæum i 1995.
Fra marts 2014 ledes teatret af den tyske teaterekspert Karin Bergmann.